# Gesualdo Manzella Frontini
Gesualdo Manzella Frontini (Catania, 28 ottobre 1885 – Catania, 2 settembre 1965) è stato un poeta, giornalista e scrittore italiano.

## Biografia
Figlio di Francesco Manzella (musicista) e di Giuseppina Frontini (sorella di Francesco Paolo Frontini), fu fratello di Titomanlio Manzella e zio di Gaetano Zappalà.
Allievo di Luigi Capuana, laureatosi in lettere (1906) e diplomatosi in filologia (1908), insegnò nei licei classici di Prato, Luino, Cassino, Lucera e nei licei catanesi Cutelli e Spedalieri. Corrispettivo catanese di Federico De Maria, il nome di Manzella Frontini compare in tutte le riviste letterarie del catanese, del messinese e del palermitano dei primi anni del secolo, insieme con tutti i nomi più risonanti della cultura provinciale di quel tempo.
Fu tra i maggiori rappresentanti del futurismo in Sicilia, nel 1907 indirizzò un manifesto, precorritore di quello marinettiano del 1909, «alla gioventù contemporanea e agli artisti giovani» definiti «la vita e il futuro, oltre ogni teoria per un fine di rinnovamento». Definito «fratello» dal Marinetti, nel 1911 compari in «Poesia», con tre liriche nella prima antologia dei «Poeti futuristi» curata da Marinetti nel 1912 e nell'«Antitradition» del 1913 di Apollinaire.
Collaboratore della rivista di Marinetti Poesia e di vari periodici e quotidiani, diresse L'idea liberale (1914), I Libelli (1914/15), Le fonti (1918), Corriere africano (1930), Camene (1947). Fu referente del Movimento Graalico per la città di Catania, fondato a Bari insieme al poeta armeno Hrand Nazariantz nella primavera del 1951.

## Opere

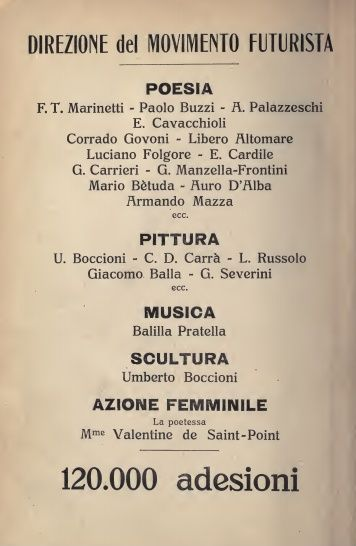

### Raccolte di poesie
- Novissima Semiritmi, Catania, C. Galatola Tip. Edit., 1904.
- Le rosse vergini, Catania, Ditta Fratelli Battiato Edit., 1905.
- Sui gigli gocce sanguigne, Firenze, Casa Ed. La Nave, 1920.
- Mio libro dei campi P.W, Catania, Ed. Camene, 1949.

### Novelle
- Le lupe. Novelle per le vergini, Catania, N. Giannotta, 1906.
- Quando la preda è stretta, 1921.
- Crocifissi alla terra. 3 racconti, Catania, Camene, 1953.
- Sorte, 1961.

### Romanzi
- Il testamento di Giuda. Romanzo, Roma, A. Stock, 1924.
- Pupetta, 1926.
- Circo Barum, naja e sciacalli. Romanzo, Catania, Studio editoriale moderno, 1931.
- Scale. Romanzo, Catania, Studio Edit. Jonica, 1935.

### Drammi
- L'altro sangue, 1922;
- Verso le ombre, 1923;
- La madre immortale. Azione epica in due tempi. Primo esperimento di Teatro per masse, Catania, Etna, 1935.

### Altri scritti
- La vagabonda, poema lirico in un atto (versi di Gesualdo Manzella Frontini, musica di Giuseppe Cesare Balbo) 1910;
- Contemporanei e futuristi, Catania, Muglia, 1910.
- La lozana andaluza, Catania, Muglia, 1910.
- Note di letteratura per le scuole medie di primo Grado, Lanciano, R. Carabba, 1912.
- Preliminari dell'espressione. Vecchie nozioni e nuova interpretazione della rettorica, per le scuole medie di primo Grado, Lanciano, R. Carabba, 1912.
- Lingua e Stile. Manuale di retorica, ad uso delle scuole tecniche, ginnasiali e complementari, Catania, C. Galatola, 1914.
- Idee estetiche e gusto dal Medio evo ai nostri giorni. Manualetto per i licei, Milano, L. Trevisini, 1924.
- Mario Puccini, Palermo, Edizioni de L'Arte fascista, 1927.
- Auro D'Alba, Palermo, Edizioni de L'Arte fascista, 1927.
- L'eroico imperiale nella tradizione italiana, Roma, Avanguardia, 1928.
- Volare, Firenze, R. Bemporad & figlio, 1928.
- Italia una e diversa. Tutte le regioni e le terre irredente, in pagine inedite di S. Baganzani, U. Biscottini, Lanciano, G. Carabba Edit. Tip., 1932.